# Jair Miotto
Jair Antonio Miotto, conhecido como Jair Miotto (São Lourenço do Oeste, 31 de julho de 1970), é um administrador, pastor e político brasileiro.

## Biografia
Nascido em São Lourenço do Oeste, filho de Nadir Miotto e Teresa Maria Girotto Miotto, sendo o mais velho de quatro irmãos (Valdecir, Francisco† e Jorge). Em 1988, mudou-se para Chapecó, onde se graduou em Administração, com registro no Conselho Regional de Administração (CRA), do estado de Santa Catarina, no início dos anos 1990. Em 1997, mudou-se de Chapecó para Florianópolis. É formado também em Ciências Políticas e pós-graduado em Teologia. É pastor, palestrante e escritor, também já atuou como professor de música e estagiário em banco. Tem experiência política, é deputado estadual em Santa Catarina. Já foi eleito suplente de deputado federal, vereador de Florianópolis e chefe de gabinete do deputado estadual Narcizo Parisotto. Também atua como secretário administrativo do Conselho Estadual de Diretores da Igreja do Evangelho Quadrangular (IEQ), de Santa Catarina. 

## Trajetória Política
2004 - Eleito vereador para a Câmara de Vereadores de Florianópolis, legislatura 2005-2008, com 2445 votos. Neste período exerceu a função de 1º Secretário da Mesa Diretora e recebeu o título de Cidadão Honorário de Florianópolis pelos relevantes serviços prestados ao município.
É autor das seguintes Leis Municipais de Florianópolis:
- Lei Complementar nº 221 de 20 de fevereiro de 2006 que altera o zoneamento de alguns bairros do município de Florianópolis, Santa Catarina, legalizando e autorizando a abertura de templos religiosos em áreas urbanas próximas à praias.
- Lei nº 1391 de 29 de setembro de 2009 que institui no âmbito da Câmara Municipal de Florianópolis o Projeto Vereador Mirim destinado a alunos do Ensino Fundamental do município de Florianópolis.

2006 - Foi candidato a vice-governador de Santa Catarina.
2014 - Candidatou-se ao cargo de deputado federal por Santa Catarina, para a 55ª Legislatura, 2015-2019. Com 46.518 votos, ficou como suplente de deputado federal. 
2018 - Eleito deputado estadual na Assembleia Legislativa do Estado de Santa Catarina (Alesc), com 38.554 votos, pelo Partido Social Cristão, na 19ª legislatura, período 2019-2022.
2022 - Filia-se ao partido União Brasil e cria o segmento União Brasil Cristão.
2022 (outubro) - Reeleito deputado estadual, com 33.682 votos.
Em seis anos de legislatura, apresentou mais de 80 Projetos de Lei. Destes, 32 foram aprovados vigoram como Leis Estaduais em Santa Catarina. Também destinou mais de R$ 100 milhões em recursos em apoio aos municípios catarinenses.

## Desempenho em Eleições
| Ano  | Cargo Disputado   | Votos  | Resultado  |
| ---- | ----------------- | ------ | ---------- |
| 2004 | Vereador          | 2.445  | Eleito     |
| 2014 | Deputado Federal  | 46.518 | Não Eleito |
| 2018 | Deputado Estadual | 38.554 | Eleito     |
| 2022 | Deputado Estadual | 33.682 | Eleito     |